# Wolfgang Oppermann
Wolfgang Oppermann (* 19. September 1937 in Hamburg; † 11. März 2001 ebenda) war ein deutscher Maler, Grafiker und Bildhauer der Pop-Art und Konzeptkunst. Er war verheiratet mit der Künstlerin Anna Oppermann. Beide beeinflussten sich gegenseitig in ihren Arbeiten.

## Leben und Werk
Wolfgang Oppermann („Wopp“) studierte 1959 bis 1962 an der Hochschule für bildende Künste Hamburg bei Walter Peterhans und Georg Gresko. Von 1962 bis 1969 hatte er in Hamburg einen Lehrauftrag für Grafische Techniken unter Paul Wunderlich. In den Jahren 1966 und 1967 war Oppermann Gast der Villa Massimo in Rom. 1968 war er Gründungsmitglied der CO-OP Künstlercooperative Hamburg. Seit 1978 lehrte er an seiner Studienstätte, der HfbK in Hamburg; dort war er Leiter der Siebdruckwerkstatt.
Oppermann malte seit den 1960er Jahren figurative Bildnisse, die er mit geometrischen, biometrischen oder technischen Elementen oder Schrifteinschüben surreal verfremdete. Die Motive erinnerten in ihrer signethaften Form an Arbeiten des deutsch-amerikanischen Popart-Künstlers Richard Lindner. Oppermann entwickelte hierfür die Drucktechnik Lithografie weiter, in der er eine große Anzahl seiner Motive druckte und die von Dieter Brusberg in Hannover verlegt wurden:

„Primäres Thema meiner Arbeiten ist die menschliche Figur. Ich ziehe die suggestive Formulierung der demonstrativen vor. Technische Präzision betrachte ich als legitimes Mittel, um meiner Intention Ausdruck zu geben ... Die Geometrie ist durch ihre genau Ablesbarkeit für mich zum bestimmenden formalen Element geworden. Freihandzeichnen ist nur Vorzustand; Ich gebrauche es als Mittel, eine Idee zu fixieren. Verdichtung und stärkere Intensität der Linie erreiche ich durch die Anwendung von Kurvenlinialen.“

Seit den 1970er Jahren entwarf er dreidimensionale, auch kinetische Objekte. 1978 und 1979 entstand „ICH BIN KUNSTMALER“, ein Tonfilm (Super 8, 35 Min.), mit u. a. Dieter Roth, Gotthard Graubner, Meret Oppenheim, Henry Piper, Dietrich Helms. Die Gründe, weshalb er vom kinetischen Objekt zum Medium Film kam, beschrieb er 1986 in einem Katalogtext:

„Es entstanden für diesen Zweck Objekte, die jedoch mit der Zeit so an Eigenleben gewannen, daß sie, abgekoppelt von der ursprünglichen Absicht, für sich zu stehen konnten. Ich fand hier einen Ansatz, dem bewegten Bild des Films ein Szenarium gegenüber zustellen, das, nicht reduziert auf eine festgelegte Laufzeit, eine permanente Präsenz haben kann.“

## Ausstellungen (Auswahl)

### Einzelausstellungen
- 1965: Orangerie im Eutiner Schloss
- 1966: Galerie Brusberg
- 1968: 14 × 14, Kunsthalle Baden-Baden
- 1970: Kunstverein Mannheim
- 1998: Kampnagelfabrik, Hamburg
- 2007: Anna und Wolfgang Oppermann, Ostholstein-Museum, Eutin
- 2011: Wolfgang Oppermann  Saasfee Pavillon, Frankfurt am Main; auch 2013 Flache Arbeit
- 2012: Recht so!, Akustisch-kinetische Installation und Ausstellung, Hochschule für bildende Künste Hamburg

### Gruppenausstellungen
- 1963: Kunsthalle Baden-Baden
- 1966: Musische Geometrie, Kunstverein Hannover
- 1967: Villa Massimo
- 1967: Handzeichnungen der letzten 20 Jahre, Kunstverein Hannover
- 1967: 5. Biennale de Paris
- 1968: Biennale internationale d'estampe, Museé d´art Moderne, Paris
- 1970: Meister der Druckgraphik in der deutschen Kunst des 20. Jahrhunderts, Kunstverein Hamburg
- 1975: Körpersprache, Frankfurter Kunstverein (auch: Haus am Waldsee, Berlin)
- 1976: Künstlerehen, Badischer Kunstverein, Karlsruhe
- 1992: Recht so!, Akustisch-kinetische Installation und Ausstellung, Hochschule für bildende Künste Hamburg
- 2014: German Pop,  Schirn Kunsthalle, Frankfurt am Main

## Arbeiten in Sammlungen
- Sammlung zeitgenössischer Kunst der Bundesrepublik Deutschland